# Sascha Visser
Sascha Leon Visser (Rotterdam, 19 oktober 1988) is een Nederlands acteur en televisiepresentator.

## Biografie
Zijn carrière begon in 1999 met een gastrol in de Nederlandse komedieserie Ben zo terug. Op dertienjarige leeftijd kreeg hij de rol van Sander de Hert in de serie Oppassen!!!. Al snel werd hij gecast voor de rol van Steven Speijer in Kees & Co en daar heeft hij twee seizoenen in gespeeld totdat de serie in 2006 werd beëindigd.
In het verleden was hij ook voetballer; hij doorliep de jeugdopleiding van Feyenoord maar eindigde in het hoogste jeugdelftal van Sparta Rotterdam A1. Hierin speelde hij samen met Kevin Strootman en Nick Viergever.
Hij had de droom om na Kees & Co te gaan voor een carrière als profvoetballer. Maar deze droom liet hij varen toen hij een gebroken neus opliep, zijn enkelband inscheurde en in zijn tweede wedstrijd een rode kaart kreeg. Dit zag hij als negatief teken en hij besloot te kiezen voor de televisiewereld. Naar eigen zeggen wist hij al wel dat het geen definitief afscheid zou zijn. Toen hem werd gevraagd de rol van Sam Massini te vertolken in de jongerensoap ONM van BNN, ging hij op dit aanbod in. Hij speelde mee van 2006 tot 2008. Tezelfdertijd speelde hij, in 2007, ook een rol in de telefilm De avondboot.
Vanaf begin 2008 was Visser videojockey bij muziekzender TMF. Hij presenteerde onder andere het programma Kijk dit nou!. In mei 2008 kwam Visser in het nieuws met zijn programma Wakker worden met Sascha, waarin hij probeerde met iemand op een vreemde (vaak verboden) plaats de nacht door te brengen. Na drie jaar kwam er een eind aan Vissers werk bij TMF.
In het najaar van 2011 was hij als kandidaat te zien in Expeditie Robinson. In dat seizoen eindigde Visser als tweede, samen met Niko Van Driessche; Tanja Dexters won. Van februari 2012 tot 2014 presenteerde Visser voor de NCRV het jeugdprogramma Z@pplive. Tijdens het Wereldkampioenschap voetbal 2014 was Visser sidekick bij het programma Zappsport. Van 2014 tot 2015 was hij een van de presentatoren van Willem Wever. In 2016 werd hij de presentator van Kaal of Kammen; in 2017 van Skelterlab.
In juli 2017 werd hij aangetrokken door Ziggo Sport. Visser presenteert hier het voetbalprogramma Roundup, waarin hij hoogtepunten uit de Spaanse en Engelse voetbalcompetitie bespreekt. Het weerhield hem er niet van om ook voor Zapp nog programma's te presenteren. In 2018 richtte Visser zijn eigen bedrijf op genaamd Fish To Fish Media. Sindsdien richt hij zich meer op het produceren van programma's. Zo maakten ze onder andere Jorik over Lil' Kleine en een autoprogramma, Burning Rubber, met Ruud Gullit.
Sinds 2024 is Visser, samen met oud-voetballer Kaj Ramsteijn, presentator van de Feyenoord-podcast De Klank Van, beschikbaar op Feyenoord ONE.

## Discografie

### Singles
| Single met eventuele hitnotering(en) in de Nederlandse Top 40 | Datum van verschijnen | Datum van binnenkomst | Hoogste positie | Aantal weken | Opmerkingen              |
| ------------------------------------------------------------- | --------------------- | --------------------- | --------------- | ------------ | ------------------------ |
| Ik wil met je mee                                             | 04-06-2007            | 16-6-2007             | 7               | 6            | #5 in de Single Top 100  |
| Ik leef voor jou                                              | 12-10-2007            |                       | tip             |              | #76 in de Single Top 100 |

## Trivia
- Visser won in 2006 en 2007 de Hitkrant Hittegolf Award.[5]